# エフエム宝塚
エフエム宝塚は、兵庫県宝塚市を中心に放送するコミュニティFM局である。愛称は「ハミング835」または「ハミングFM宝塚」であるが、社名のみで呼ばれることもある。

## 概要

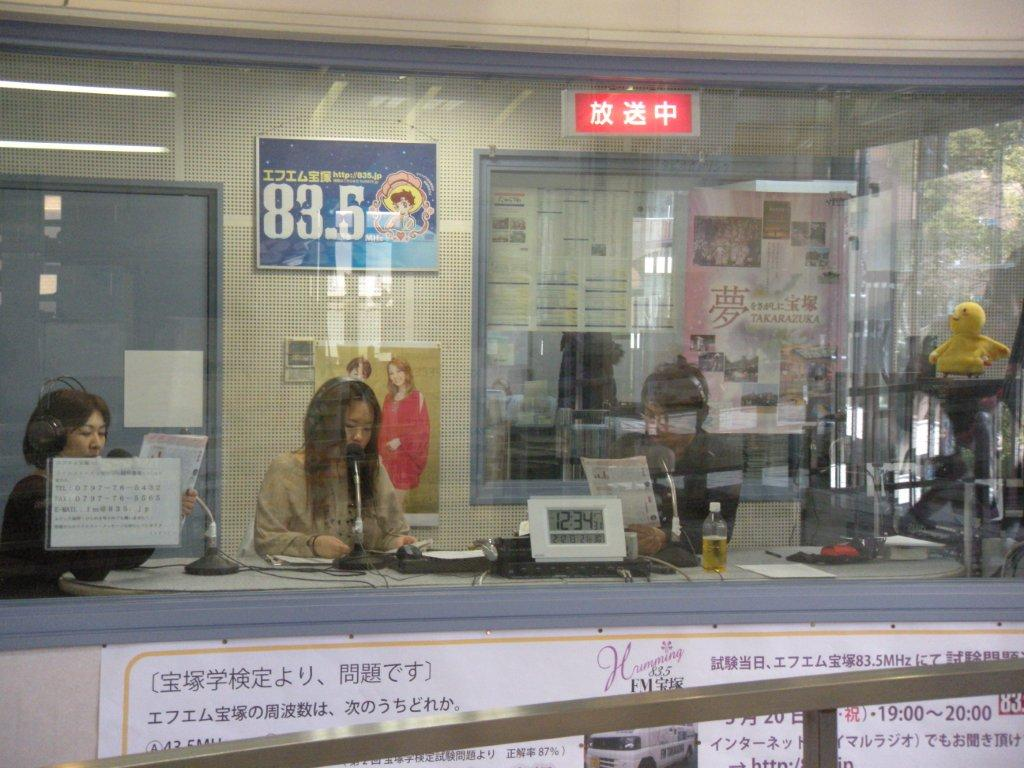
FM宝塚オープンスタジオ

2000年、宝塚市と地元関連企業が出資し開局した。2024年12月時点で、宝塚市が半数の株を所有している第三セクター企業である。
2007年8月から本局の出力を20Wに増力。
2011年4月7日、SimulRadioに参加。インターネットでの番組配信を開始した。

24時間放送を実施。番組は多くが自社制作番組となっているが、近隣コミュニティ局制作及び共同制作のものが一部ある。

## 送信所
- 本局　西宮市仁川町6-14-15　20W　（西宮市だが宝塚市に近接した地点である）
- 中継局　宝塚市境野字板取谷1-76　20W

## 番組表

### 平日
| 時間  | 月曜日 | 火曜日 | 水曜日 | 木曜日 | 金曜日                                                                                             |
| 8     | たからづかフォーリンカルチャー ▽8:00- ハングル 8:20- 中国語（月～木） ポルトガル語（金） 8:40-英語 | たからづかフォーリンカルチャー ▽8:00- ハングル 8:20- 中国語（月～木） ポルトガル語（金） 8:40-英語 | たからづかフォーリンカルチャー ▽8:00- ハングル 8:20- 中国語（月～木） ポルトガル語（金） 8:40-英語 | たからづかフォーリンカルチャー ▽8:00- ハングル 8:20- 中国語（月～木） ポルトガル語（金） 8:40-英語 | たからづかフォーリンカルチャー ▽8:00- ハングル 8:20- 中国語（月～木） ポルトガル語（金） 8:40-英語 |
| 9     | たからづか発! 口笛ラジオ ▽9:15- ニュース 9:20- シネ・ピピア上映情報 9:30- 人権の小箱（水曜日のみ） 9:45- たからづか便り 9:55- たからづか防犯インフォメーション（水曜日のみ9:45～） ▽10:00- 曜日別コーナー 音の博物館（月） 宝塚シアターソングス（火） 壽美江のおススメ本（水） 川柳コーナー（木） 10:30- とれたて！街角レポート | たからづか発! 口笛ラジオ ▽9:15- ニュース 9:20- シネ・ピピア上映情報 9:30- 人権の小箱（水曜日のみ） 9:45- たからづか便り 9:55- たからづか防犯インフォメーション（水曜日のみ9:45～） ▽10:00- 曜日別コーナー 音の博物館（月） 宝塚シアターソングス（火） 壽美江のおススメ本（水） 川柳コーナー（木） 10:30- とれたて！街角レポート | たからづか発! 口笛ラジオ ▽9:15- ニュース 9:20- シネ・ピピア上映情報 9:30- 人権の小箱（水曜日のみ） 9:45- たからづか便り 9:55- たからづか防犯インフォメーション（水曜日のみ9:45～） ▽10:00- 曜日別コーナー 音の博物館（月） 宝塚シアターソングス（火） 壽美江のおススメ本（水） 川柳コーナー（木） 10:30- とれたて！街角レポート | たからづか発! 口笛ラジオ ▽9:15- ニュース 9:20- シネ・ピピア上映情報 9:30- 人権の小箱（水曜日のみ） 9:45- たからづか便り 9:55- たからづか防犯インフォメーション（水曜日のみ9:45～） ▽10:00- 曜日別コーナー 音の博物館（月） 宝塚シアターソングス（火） 壽美江のおススメ本（水） 川柳コーナー（木） 10:30- とれたて！街角レポート | 笑福亭瓶吾と愉快な仲間たち                                                                         |
| 10:45 | ラジネットひょうご | ミュージック・タイム ・第1・3・5週 | ガーデニング相談室 | 圭介のーSunriseの Sunny Day Radio | 宝塚くらしの法律相談所                                                                             |
| 11    | たからづか発! 口笛ラジオ ▽11:00- ゲストコーナー 地域安全ニュース（第1月） 演奏家連盟（第2火） 摘み菜料理（最終火） 宝塚NPOセンター（第1水） 宝塚アーティスト協会（第4木） 健康センター（最終金曜） ▽11:45- ニュース・天気 11:55- 宝塚市議会ニュース（月・木）                                                                   | たからづか発! 口笛ラジオ ▽11:00- ゲストコーナー 地域安全ニュース（第1月） 演奏家連盟（第2火） 摘み菜料理（最終火） 宝塚NPOセンター（第1水） 宝塚アーティスト協会（第4木） 健康センター（最終金曜） ▽11:45- ニュース・天気 11:55- 宝塚市議会ニュース（月・木）                                                                   | たからづか発! 口笛ラジオ ▽11:00- ゲストコーナー 地域安全ニュース（第1月） 演奏家連盟（第2火） 摘み菜料理（最終火） 宝塚NPOセンター（第1水） 宝塚アーティスト協会（第4木） 健康センター（最終金曜） ▽11:45- ニュース・天気 11:55- 宝塚市議会ニュース（月・木）                                                                   | たからづか発! 口笛ラジオ ▽11:00- ゲストコーナー 地域安全ニュース（第1月） 演奏家連盟（第2火） 摘み菜料理（最終火） 宝塚NPOセンター（第1水） 宝塚アーティスト協会（第4木） 健康センター（最終金曜） ▽11:45- ニュース・天気 11:55- 宝塚市議会ニュース（月・木）                                                                   | 笑福亭瓶吾と愉快な仲間たち ▽10:30- ゲストコーナー ▽11:00- ギュギュっと835倶楽部                    |
| 12    | レビュー・スティション（再放送） | たからづか 土曜散歩道（再放送） | 治虫くらぶ（再放送） | 豊島美雪昼下がりの ジャンヌダルク（再放送） | 前田明おしゃべりなジルバたち                                                                       |
| 12:30 | レビュー・スティション（再放送） | たからづか 土曜散歩道（再放送） | 宝塚リバーサイド シアター（再放送） | 豊島美雪昼下がりの ジャンヌダルク（再放送） | 宝塚レディースサロン                                                                               |
| 13    | ミュージック・タイム | ミュージック・タイム | ミュージック・タイム | ミュージック・タイム | ミュージック・タイム                                                                               |
| 14    | ミュージック・タイム | ミュージック・タイム | ミュージック・タイム | ミュージック・タイム | ミュージック・タイム                                                                               |
| 15    | afternoon・VIEW | afternoon・VIEW | ミュージック・タイム | afternoon・VIEW | afternoon・VIEW                                                                                    |
| 16    | afternoon・VIEW | afternoon・VIEW | ミュージック・タイム | afternoon・VIEW | afternoon・VIEW                                                                                    |
| 16:30 | afternoon・VIEW | afternoon・VIEW | ミュージック・タイム | afternoon・VIEW | afternoon・VIEW                                                                                    |
| 17:30 | afternoon・VIEW | afternoon・VIEW | ミュージック・タイム | afternoon・VIEW | afternoon・VIEW                                                                                    |
| 18    | アクティブチャンネル835 | アクティブチャンネル835 | MUSIC FLAVOR （再放送） | Dream Catcher | おやこすくすく                                                                                     |
| 19    | アクティブチャンネル835 | アクティブチャンネル835 | アドバンス・レディオ | 西本真詞の先ずは一献 | 西本真詞の先ずは一献                                                                               |
| 19:15 | アクティブチャンネル835 | アクティブチャンネル835 | アドバンス・レディオ | JAZZ TIME 19:15 | JAZZ TIME 19:15                                                                                    |
| 19:30 | アクティブチャンネル835 | アクティブチャンネル835 | アドバンス・レディオ | ピックアップ！ 広報たからづか | ピックアップ！ 広報たからづか                                                                      |
| 20    | 愛・あいトモに乾杯！ | らじおスナック EIKO | ファンファーレくん と熱狂ちゃん | 宝塚フライ・ミー・ トゥー・ザ・ムーン | 洋楽ラジオ・デイズ                                                                                 |
| 21    | たからづかフォーリンカルチャー | らじおスナック EIKO | ファンファーレくん と熱狂ちゃん | 宝塚フライ・ミー・ トゥー・ザ・ムーン | 星屑トレジャー                                                                                     |
| 21:15 | たからづかフォーリンカルチャー | らじおスナック EIKO | ファンファーレくん と熱狂ちゃん | 宝塚フライ・ミー・ トゥー・ザ・ムーン | らじおととら                                                                                       |
| 22    | ミュージック・タイム（翌朝8:00まで） | ミュージック・タイム（翌朝8:00まで） | ミュージック・タイム（翌朝8:00まで） | ミュージック・タイム（翌朝8:00まで） | ミュージック・タイム（翌朝8:00まで）                                                               |

### 週末
| 時間  | 土曜日                                                                 | 日曜日                                                                                     |
| 8     | たからづか土曜散歩道                                                   | まちづくりゆめづくり ・第1・2週 岸田久美子のラジオダイヤル835 ・第3・4週                   |
| 9     | たからづか土曜散歩道                                                   | 太田哲則のここわら                                                                         |
| 10    | たからづか土曜散歩道                                                   | 太田哲則のここわら                                                                         |
| 10:15 | たからづか土曜散歩道                                                   | 太田哲則のここわら                                                                         |
| 10:30 | つながるボランティア ・第1・3週 わんにゃんハッピーランド ・第2・4・5週 | 太田哲則のここわら                                                                         |
| 11    | ふぁみらん王国♪                                                        | 太田哲則のここわら                                                                         |
| 11:30 | ふぁみらん王国♪                                                        | つながるボランティア（再放送） ・第1・3週 わんにゃんハッピーラジオ（再放送） ・第2・4・5週 |
| 12    | ふぁみらん王国♪                                                        | コバ・モリショウの大好き…このひちとき（再放送） ・第2・4週 music♪energy ・第1・3週         |
| 12:30 | ふぁみらん王国♪                                                        | 元気100歳会玉手箱                                                                          |
| 13    | ふぁみらん王国♪                                                        | RADIO GROOVE ・第1・2週                                                                    |
| 14    | レビュー・ステイション                                                 | スーパーかあちゃん・ま〜                                                                   |
| 15    | 治虫くらぶ                                                             | 三ツ矢直生の歌えば幸せ                                                                     |
| 15:30 | 太田元治の実況！Sports ARENA                                           |                                                                                            |
| 16    | 太田元治の実況！Sports ARENA                                           |                                                                                            |
| 16:45 | 太田元治の実況！Sports ARENA                                           | 宝塚くらしの法理相談所（再放送）                                                           |
| 17    | たからづかタウンガイド                                                 | 宝塚リバーサイドシアター                                                                   |
| 17:30 | たからづかタウンガイド                                                 | サンデー・トライライト                                                                     |
| 18    | MUSIC FLAVOR                                                           | クラシック研究会（第1・3週、本放送その他は再放送）                                         |
| 19    | 宝塚とシャンソンの熱〜い関係                                           | 都美子・MARIのミュージック・パラダイス                                                     |
| 19:30 | ピックアップ！広報たからづか                                           | ピックアップ！広報たからづか                                                               |
| 20    | 洋楽ラジオ・デイズ（再放送）                                           | 貴志まさみのバラにくちづけ                                                                 |
| 20:30 | 洋楽ラジオ・デイズ（再放送）                                           | ブーマン＆フレンズ JUKEBOX                                                                 |
| 21    | 星屑トレジャー（再放送）                                               | ミュージック・タイム                                                                       |
| 21:15 | 貴志まさみのバラにくちづけ （再放送）                                  | ミュージック・タイム                                                                       |
| 21:45 | ミュージック・タイム                                                   | ミュージック・タイム                                                                       |